# Бимаканов, Мырзаш
Мырзаш Бимаканов (каз. Мырзаш Бимақанов, 1909 год, Атбасарский уезд, Акмолинская область, Российская империя — 1985 год, Державинский район, Тургайская область, Казахская ССР, СССР) — колхозник, Герой Социалистического Труда (1966). Член КПСС с 1944 года.

## Биография
Родился в 1909 году на территории Атбасарского уезда Акмолинской области (ныне — Жаркаинский район Акмолинской области Казахстана).
В 1929 году вступил в колхоз «Жумыскер».
С 1930 году работал в колхозе «Есильский», в котором трудился до 1942 года.
Участвовал в Великой Отечественной войне. После демобилизации работал с 1947 года скотником в колхозе «Тасуткел».
С 1956 года работал гуртоправом в колхозе «Чулаксандыкский».
В 1965 году общий привес крупного рогатого скота составил на 23 % больше запланированного. Со время вступления в колхоз «Чулаксандыкский» в 1956 году и до 1965 года Мырзаш Бимаканов откормил 980 бычков, каждый из которых при сдаче его на убой весил в среднем 353 килограмм. За успехи в животноводстве Мырзаш Бимаканов был удостоен в 1966 году звания Героя Социалистического Труда.
Скончался в 1985 году.

## Награды
- Герой Социалистического Труда — Указом Президиума Верховного Совета от 22 марта 1966 года
- Орден Ленина (1966)

## Источник
- «Қазақ Энциклопедиясы», 2-том.